# Майкл Клівленд
Майкл Клівленд (нар. 18 вересня 1980) — американський сліпий блюграс скрипаль.

## Ранні роки
Майкл народився у містечку Генрівілл, Індіана. Вчитися грати на скрипці почав у 4 роки в місцевій програмі Suzuki. Його майстерність була визнана ще у ранньому підлітковому віці, з виступами на радіо Grand Ole Opry, в радіо-шоу A Prairie Home Companion та перед Конгресом Сполучених Штатів.
Після закінчення Кентукської школи для сліпих він виступав з різними музикантами, включаючи Дейл Енн Бредлі та Ронду Вінсент.
Нині мешкає у Чарлстауні, Індіана.[джерело?]

## Нагороди
Його перший сольний проект на лейблі Rounder Records Flame Keeper  у 2002 році переміг у номінації Інструментальний альбом року Міжнародної музичної асоціації блюграс музики (IBMA), та у 2004 році поділив цю ж нагороду з Томом Адамсом за Tom Adams and Michael Cleveland Live at the Ragged Edge. Третю нагороду Майкл отримав за свій альбом 2006 року Let 'Er Go, Boys!.
Клівленд перемагав у 2015 році як Найкращий скрипаль року асоціації IBMA та у 2010 році, разом зі своїм гуртом Flamekeeper, як Найкращий інструментальний гурт року, на третій рік. Раніше Клівленд визначався як Найкращий скрипаль року у 2001, 2002, 2004, 2006, 2007, 2008, 2009, 2010 та 2011 роках.
У 2018 році сольний альбом Клівленда Fiddler's Dream було номіновано на «Греммі» у категорії «Найкращий Блюграс Альбом».

## Гастролі
У 2007 році Клівленд зі своїм гуртом Flamekeeper виступали в рамках Bluegrass Sundays Winter Concert Series у Торонто, Онтаріо, Канада.
У липні 2010 року гурт виступав на музичному фестивалі Sally Creek Music Festival у Темза Центрі, Ontario.

## Дискографія

### Сольні альбоми
- Sawing On The C String (self released) 1998
- Flame Keeper [Rounder Records] 2002
- Let Er Go Boys (Rounder Records) 2006
- Fiddler's Dream (Compass Records) 2016
- Tall Fiddler (Compass Records) 2019

### Разом із Томом Адамсом
- Live at the Ragged Edge (Rounder Records) 2004

### Майкл Клівленд та Flamekeeper
- Leavin' Town (Rounder Records) 2008
- Fired Up (Rounder Records) 2011
- On Down The Line (Compass Records) 2014